# Effet Magnus
 (mars 2023).
Pour les articles homonymes, voir Magnus.

Effet Magnus sur un cylindre dans une soufflerie à fumées.

Mouvement 2D d'un demi-million de (très petits) disques rigides à l'encontre d'un grand disque.

L’effet Magnus, encore nommé effet Magnus-Robins, étudié par Heinrich Gustav Magnus, est un phénomène aérodynamique qui explique la déviation que subit un objet en rotation se déplaçant dans un fluide (la trajectoire de l'objet étant différente de la pseudo-parabole habituelle et pouvant, pour certaines rotations, sortir du plan où se développerait une trajectoire habituelle).
Lorsque l'effet Magnus s'applique sur des cylindres, il peut être utilisé comme moyen de sustentation ou de propulsion.

## Histoire
L’Effet Magnus a été décrit en février 1672 et finement analysé par Isaac Newton dans une de ses lettres,
Le britannique Benjamin Robins met en lumière en 1742 cet effet aérodynamique et en effectue les premières mesures. Cependant cette découverte, boudée par Euler, tombe dans l'oubli, jusqu'à ce que Heinrich Gustav Magnus redécouvre en 1852 l'effet auquel il attache longtemps son seul nom. En 1877, usant de la superposition classique de deux écoulements potentiels (écoulements non-visqueux), John William Strutt Rayleigh propose une première explication théorique de l’effet observé par Robins mais à propos des trajectoires particulières de balles de tennis.
En 1877, John William Strutt Rayleigh publie un traité « Sur le vol irrégulier des balles de tennis »,, où il cherche à expliquer la trajectoire courbe d’une balle en termes d'effet Magnus.
Pour ce qui est de la première utilisation pratique de l'effet Magnus, un document technique de la marine américaine cite le Capitaine Lacroix qui témoigne qu'autour de 1895, à Shanghai, un missionnaire équipa un sampan d'un simple rotor mis en rotation par la force humaine. Le sampan se serait alors déplacé plus vite que les autres sampans de taille équivalente à la rame.

## Principe de l'effet Magnus
La rotation d'un objet placé dans un vent relatif (l'objet se déplaçant par rapport à l'air ou l'air se déplaçant par rapport à l'objet) modifie asymétriquement le champ des vitesses du fluide autour de l'objet. Dans l'animation ci-dessus à droite, où l'air vient de la droite, on voit très bien que le cylindre, lorsqu'il se met à tourner, projette l'air de la soufflerie vers le haut. La loi sur la conservation des quantités de mouvement de Newton impose alors l'existence d'une force vers le bas (cette force est donc une force de réaction).

Animation de la chute d'un cylindre en papier influencée par l'effet Magnus.

Animation montrant une boucle réalisée par effet Magnus avec deux pots de yaourts.

Cependant, cette modification asymétrique de l'écoulement ne se fait pas directement par la friction du corps contre l'air ambiant, comme il a longtemps été pensé,,.
Par principe, la couche limite qui enveloppe un corps en déplacement dans un fluide s'épaissit en s'éloignant vers l'aval depuis le point d'arrêt. Mais cet épaississement de la couche limite peut être très largement diminué si la vitesse relative entre le fluide qui s'écoule et la surface du cylindre est diminuée. Ici réside apparemment la clé de l'explication des propriétés particulières du cylindre en rotation. Du côté où la surface du cylindre se déplace dans le même sens que l'écoulement, la couche limite est très mince et ne montre aucune tendance à se séparer du cylindre. Au contraire, de l'autre côté (où la surface du cylindre va à l'encontre du fluide), la vitesse relative est beaucoup plus grande, de sorte que la couche limite se sépare rapidement du corps[source secondaire nécessaire]. C'est cette dissymétrie dans le comportement de la couche limite (et donc dans son décollement de la surface du cylindre) qui crée la portance et donc l'effet Magnus.

## Valeur de la force de Magnus

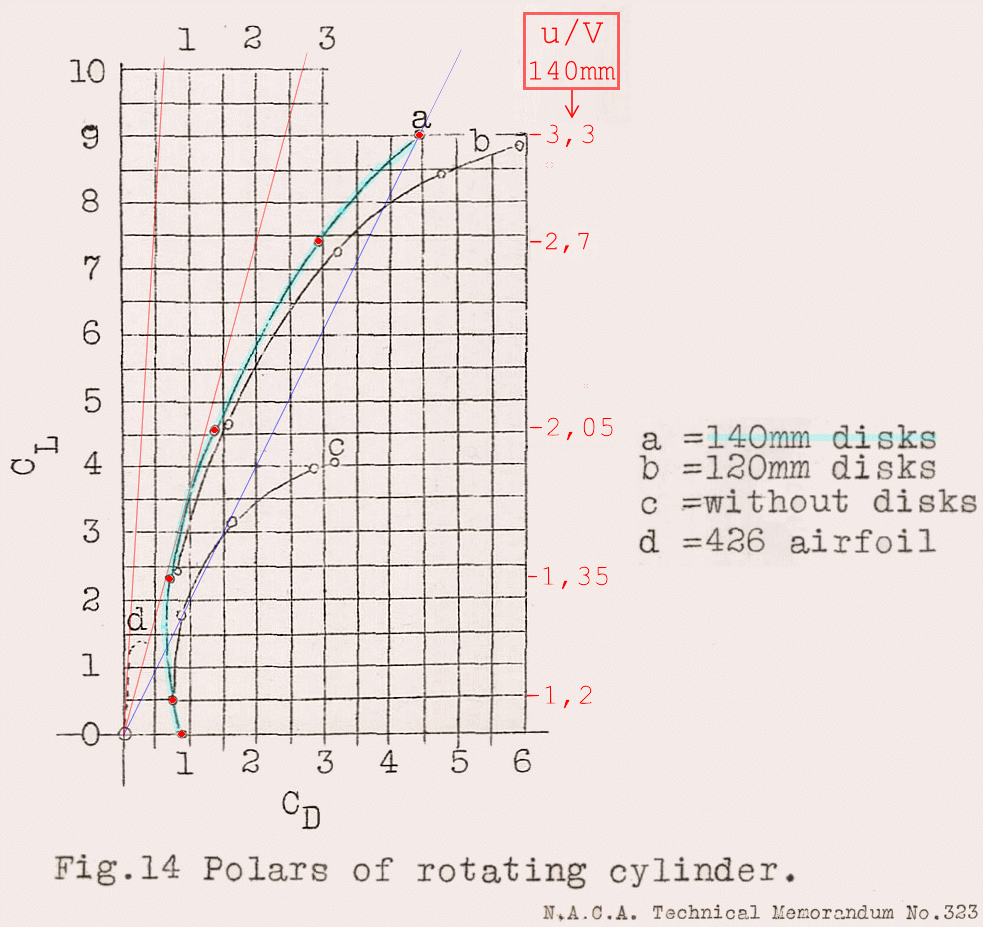
Courbe donnant les coefficients de Portance et de Traînée d'un cylindre rotatif se déplaçant en travers, par rapport au vent.

Le graphe ci-contre indique les coefficients de Portance et de Traînée de trois cylindres, dont deux sont équipés de disques aux extrémités. Ces coefficients de Portance et de Traînée sont établis en repère vent.
Busemann et Küchemann, cités par Friedrich Wilhelm Riegels, donnent le coefficient de portance de cylindres rotatifs disposant de plaques d’extrémités de 3 diamètres,. L'intérêt de ces mesures est néanmoins de prolonger la courbe de portance jusqu'à des rapports de vitesses de 13[source secondaire nécessaire].

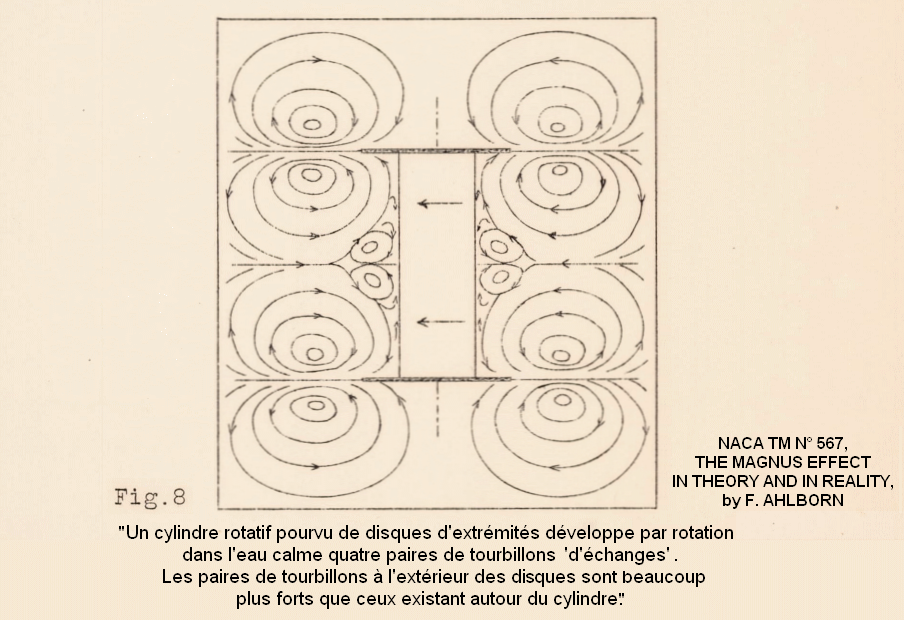
Écoulement autour d'un rotor de Magnus avec disques d'extrémités.

## Effet Magnus sur la sphère

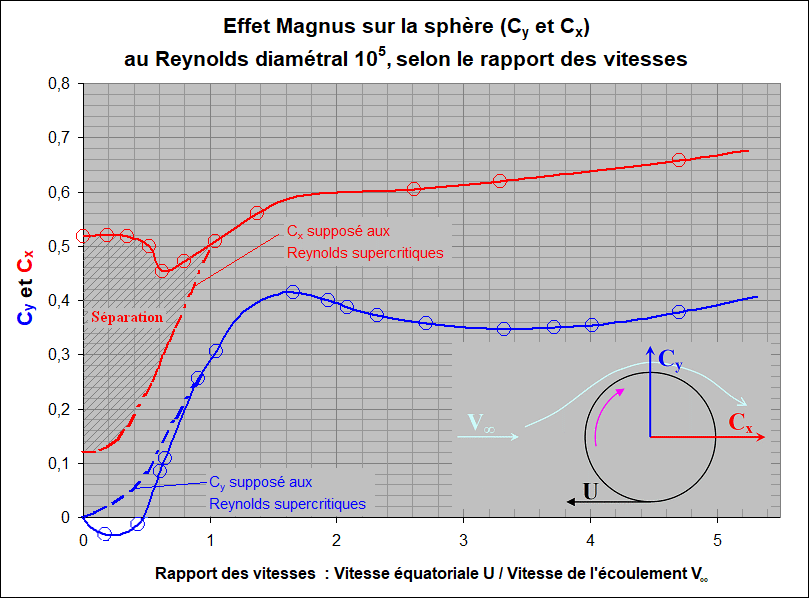
Effet Magnus sur la sphère lisse, d'après Hoerner.

L'effet Magnus se développe aussi sur les sphères lisses et sur les sphères pas forcément lisses que sont les balles et les ballons de sport. L'image ci-contre montre le {\displaystyle C_{x}} et le {\displaystyle C_{y}} d'une sphère lisse selon le rapport de sa vitesse équatoriale avec la vitesse de l'écoulement (donc sa vitesse de déplacement dans l'air). On peut noter l'existence d'une zone d'effet Magnus inverse pour les faibles vitesses.

## Balistique
En mai 1912, A. Lafay, professeur à l'École polytechnique, écrit : « L’effet Magnus qui fournissait une explication de la déviation des projectiles a été pendant quelque temps, utilisé par l'artillerie lisse, pour augmenter la portée des boulets [sphériques]. À cet effet, on leur imprimait systématiquement une rotation autour d'un axe perpendiculaire au plan de tir et dans un sens tel que, du côté du sol, leur vitesse équatoriale soit dirigée vers le but [sens inverse d’un boulet qui roulerait sur le sol, donc]. La portée, dans certains cas, se trouvait augmentée du 1/3 de sa valeur ».

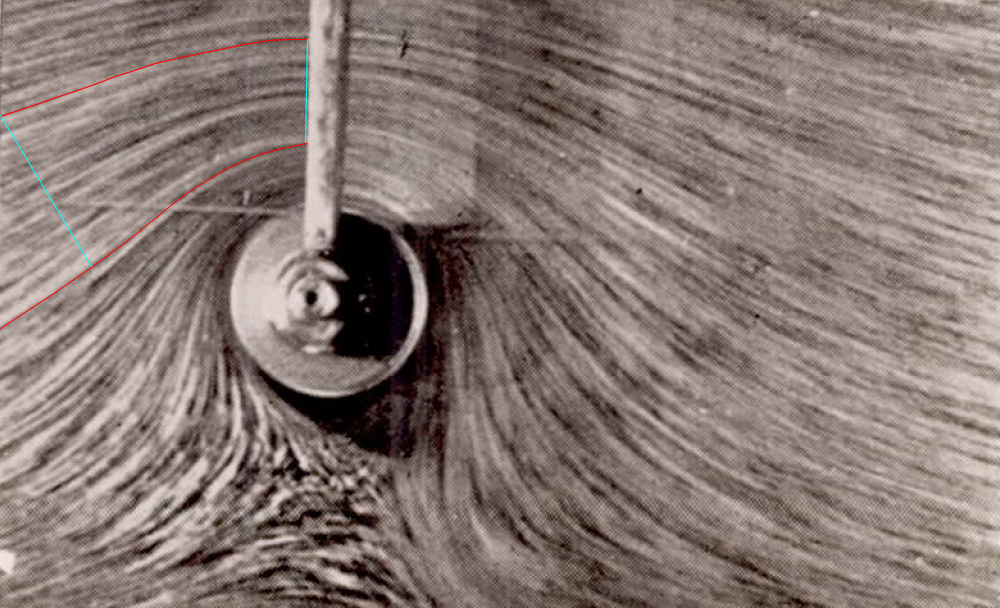
Visualisation des lignes de courant autour d'un cylindre, par Prandtl et Tietjens, avec un effet Magnus établi.

Ludwig Prandtl explique incidemment comment les anciens canonniers faisaient tourner leurs boulets :

« Vers 1830 [c.-à-d. avant que Gustav Magnus rende publique, en 1852, son explication, NpW], afin de contrôler ces rotations très aléatoires des boulets [et donc leur trajectoire], on utilisa des boulets dont le centre de gravité était excentré. On a alors constaté que lorsqu'un tel boulet était chargé avec le centre de gravité vers le bas, le coup était régulièrement court ; si, par contre, le centre de gravité était chargé vers le haut, le coup s’avérait long, ceci parce que la pression des gaz de poudre (étant dirigée contre le centre [géométrique] de la balle) provoquait une rotation vers le bas dans le premier cas et une rotation vers le haut dans le second cas. De même, placer le centre de gravité à droite ou à gauche provoquait une déviation correspondante vers la droite ou vers la gauche. Cette déviation ne pouvait s'expliquer par l'hypothèse d'une impulsion latérale à la bouche du canon, car des expériences avec des disques [de papier] placés à différentes distances de la bouche du canon avaient montré que le boulet était dévié tout au long de sa trajectoire et non uniquement à la sortie du canon »

## Dans les sports de balle
En jargon sportif et s'agissant des balles ou ballons, il existe plus d'un terme pour qualifier l'effet Magnus : ainsi, en tennis et ping-pong on parle d'un coup « lifté », tandis qu'en football, d'un tir « enveloppé » ou « brossé ».

## Sens de l'effet Magnus

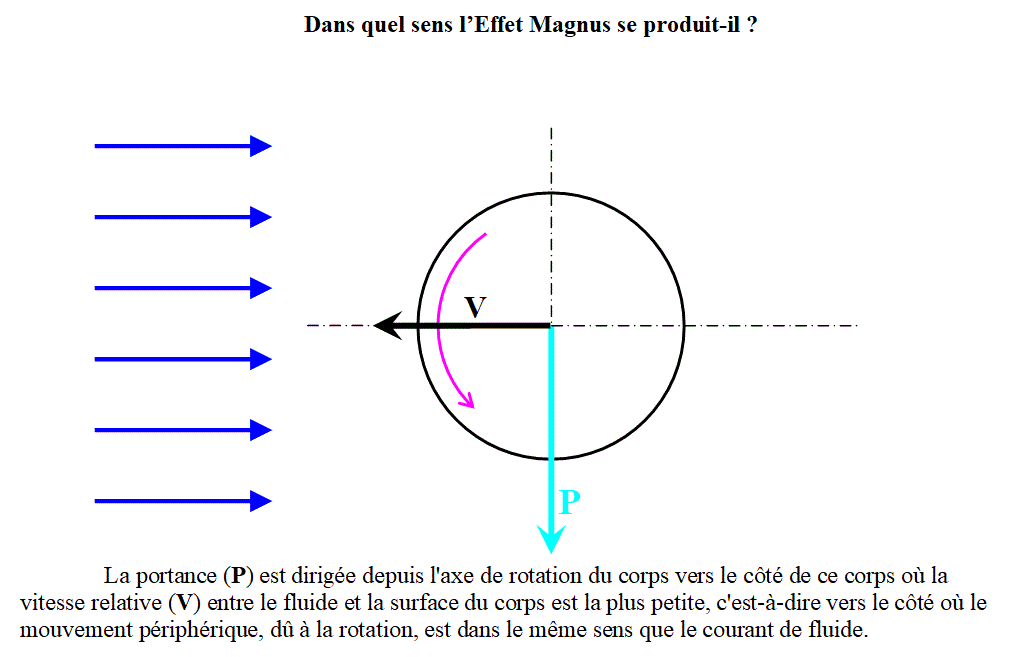
Sens de l'effet Magnus, ici vers le bas si le ballon est vu de côté.

D'après Albert Betz : « La portance est dirigée depuis l'axe de rotation du corps vers le côté du corps où la vitesse relative entre le fluide et la surface du corps tournant est la plus petite, c'est-à-dire le côté où le mouvement périphérique, dû à la rotation, est dans la direction du courant de fluide ».

Animation de la règle des trois doigts indiquant le sens de la force de Magnus

Une autre façon de déterminer la direction et le sens de l'effet Magnus est d'utiliser la proposition de G. Delanghe : « Le sens de la force due à l'effet Magnus est donné par une règle que nous proposons d'appeler règle des trois doigts, main droite, par analogie avec l'électromagnétisme : si l'on place le pouce de la main droite dans le sens de la vitesse relative du vent, le médius dans le sens du vecteur rotation (dextrorsum) du cylindre, l'index se trouve dirigé suivant la force de Magnus ».

### Couple et puissance nécessaires à la rotation du rotor

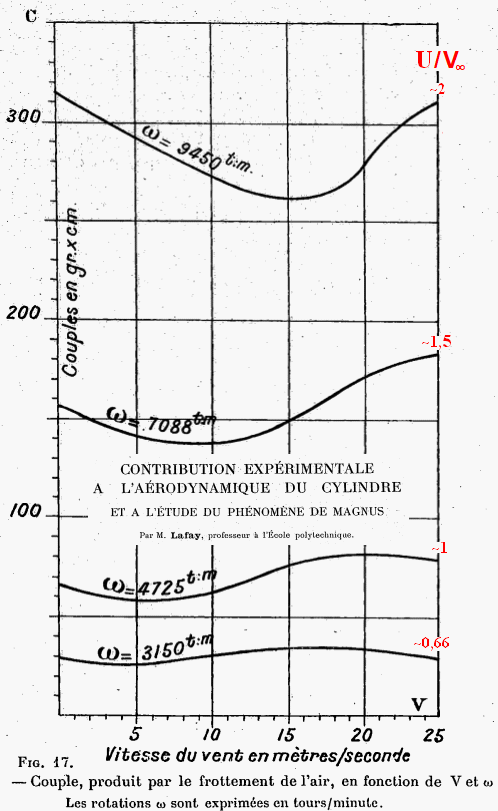
Couple de rotation du rotor Magnus, mesuré par A. Lafay en 1912.

Après G. Magnus, beaucoup d’auteurs ont noté le peu d’énergie nécessaire pour maintenir la rotation d’un cylindre développant un effet Magnus.
Lafay écrivait : « Il est certainement très remarquable que les perturbations intenses qui caractérisent le phénomène de Magnus ne nécessitent pas une dépense d'énergie [pour la rotation du cylindre] notablement plus grande que celle qui permet d'entretenir la rotation du cylindre en air calme [c.-à-d. sans vent, NpW] »,.
En 1986 Borg/Luther group écrivait : « L'une des zones grises de notre connaissance de l'effet Magnus est la valeur du couple requis pour faire tourner le rotor cylindrique. La méthode utilisant le Nombre de Reynolds débouche généralement sur des puissances sous-dimensionnées alors que l'approche de Froude tend à être trop prudente ».

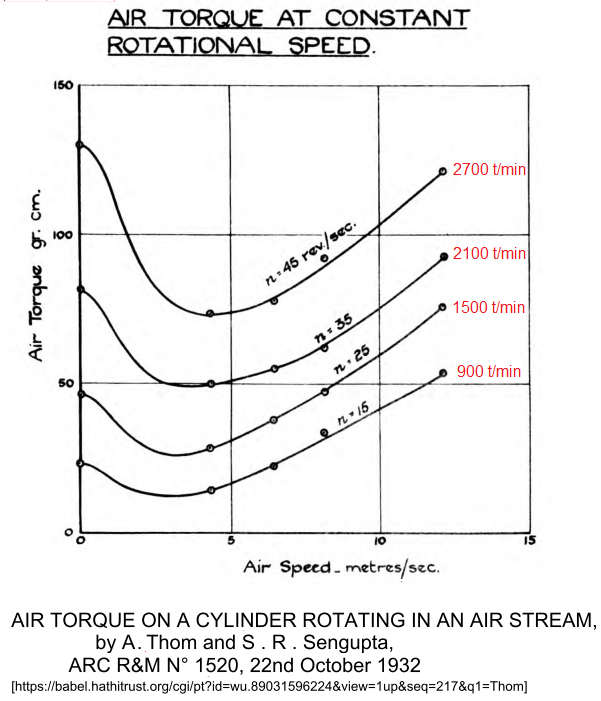
Relevé du couple nécessaire à la rotation d'un cylindre par Thom et Sengupta, en 1932.

Il est également possible d'adopter, d’après le Borg/Luther group qui admet la proposition de Froude, les formules suivantes (en unités SI) donnant Couple et Puissance nécessaires à la rotation d'un rotor cylindrique (ici dans l'air) :
{\displaystyle C(N*m)=5,06\;10^{-3}\;S\;r\;[U]^{1,825}}
…ainsi que :
{\displaystyle P(w)=5,06\;10^{-3}\;S\;[U]^{2,825}}
…formules où {\displaystyle S} est la surface (du cylindre) soumise à la friction de l'air en {\displaystyle m^{2}}, {\displaystyle U} est la vitesse circonférentielle du cylindre en  {\displaystyle m/s} (vitesse de la friction, donc) et {\displaystyle r} le rayon de ce cylindre en  {\displaystyle m} ; le couple {\displaystyle C} et la puissance {\displaystyle P} sont ici donnés en {\displaystyle Nm} et en {\displaystyle Watt}.
D’après le Borg/Luther group, ces deux formules donnent des valeurs "trop prudentes".

#### Les mesures du couple nécessaire à la rotation d'un cylindre de Magnus

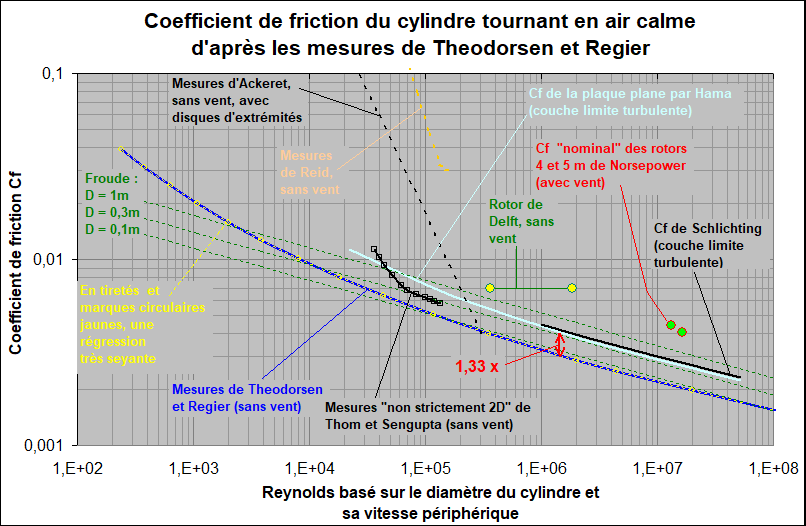
Coefficient de friction pariétale sur le cylindre tournant, sans vent, selon le Reynolds (basé sur le diamètre et la vitesse circonférentielle.

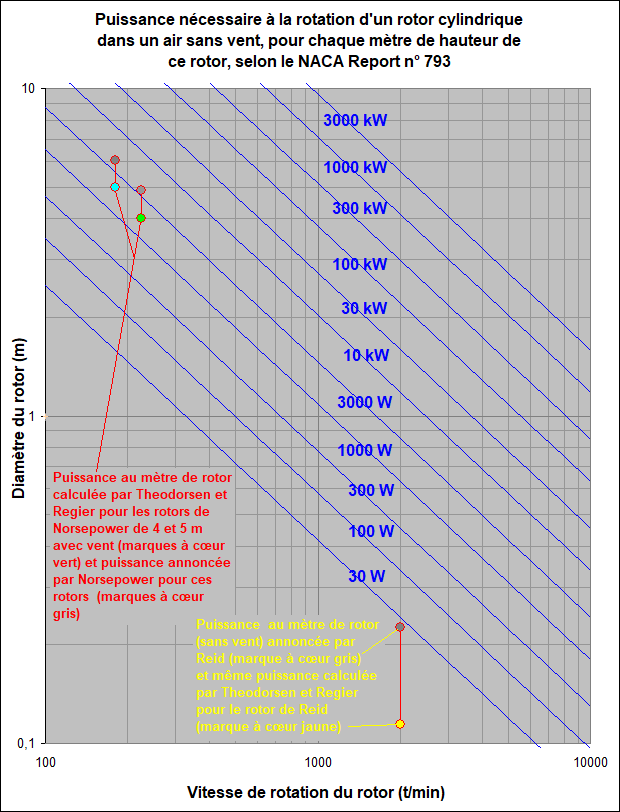
Abaque donnant la puissance nécessaire pour mettre en rotation des cylindres lisses.

En 1932, A. Thom et S. R. Sengupta effectuent des mesures du couple nécessaire à la rotation d'un cylindre traversant la veine d'une soufflerie.
En 1944, Theodore Theodorsen (en) et Arthur Regier publient les mesures du moment nécessaire à la rotation de différents corps, dont des cylindres de différentes tailles dans divers fluides[pertinence contestée].

### Existence d'un effet Magnus inverse

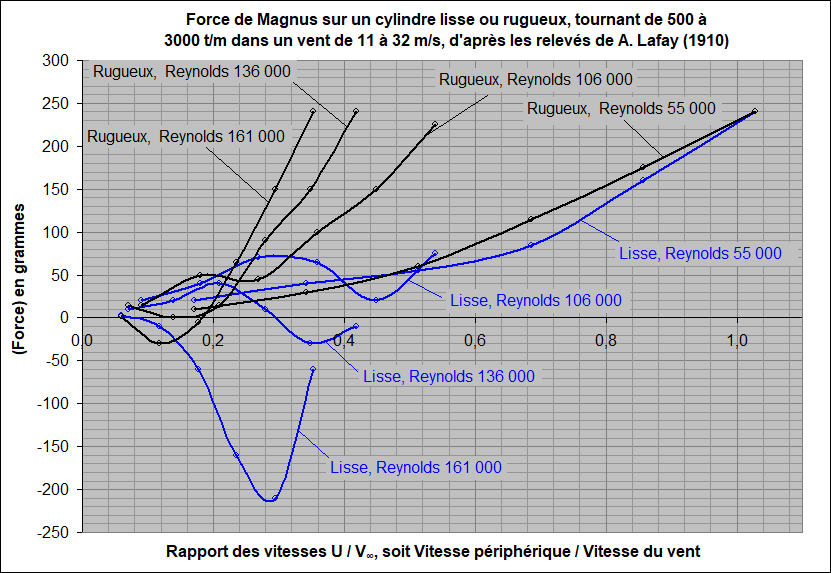
Relevés de la force de Magnus, par Auguste Lafay.

L’existence d’un effet Magnus inverse est découverte en 1910 par Auguste Lafay mais expliqué seulement en 1956 par Krahn,.
Dans son texte de 1910, Lafay donne effectivement des valeurs de la portance de Magnus qui permettent de tracer le graphe ci-contre, ce que Lafay résume ainsi : « Avec un cylindre bien lisse les effets d'inversion peuvent être relativement considérables; ils diminuent d'intensité lorsque la surface du corps tournant devient de plus en plus rugueuse. »

Animation montrant la cuvette d'effet Magnus inverse selon le Reynolds.

En 1932 Thom et Sengupta écrivent, quant à eux : « On observera que, alors que la portance d'un cylindre rugueux [recouvert de sable, npW] est représentée par une courbe unique et toujours positive, des portances vraiment négatives sont obtenue avec le cylindre lisse quand le rapport des vitesses est inférieur à 1/2, pourvu que le Nombre de Reynolds soit supérieur à environ 70 000 »,[pertinence contestée].

## Propulsion de navires par rotors Flettner
L'utilisation de l'effet Magnus a été proposée pour des systèmes de propulsion composés de gros cylindres verticaux en rotation capables de produire une poussée longitudinale lorsque le vent est correctement orienté.

### LeBuckau(rebaptisé plus tardBaden-Baden)

Animation de la Polaire du navire Buckau à 2 rotors de Flettner

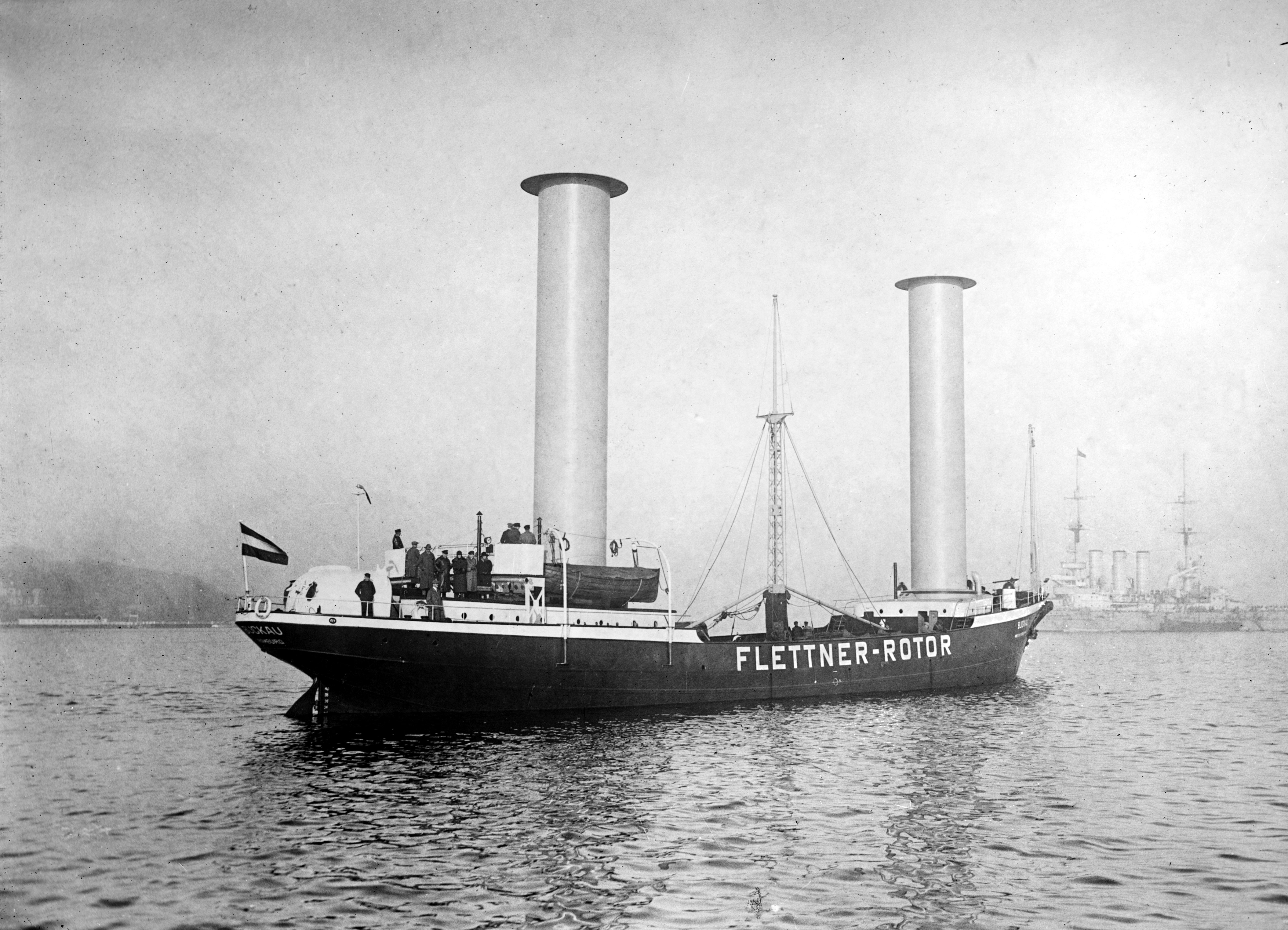
Le Buckau, équipé de deux rotors Flettner.

L'Allemand Anton Flettner fait transformer le schooner trois mâts Buckau dans les chantiers Germania de Kiel en Allemagne, et acquiert avec lui une première expérience avec ce principe de propulsion. Le Buckau, qui fit son premier voyage d'essai en 1924 équipé de deux rotors, disposait évidemment d'un moteur auxiliaire à hélice,,. Après plusieurs essais sous différentes conditions de vent, le Buckau, rebaptisé Baden-Baden, traverse l'Atlantique et rallia New York le 9 mai 1926.

### LeBarbara

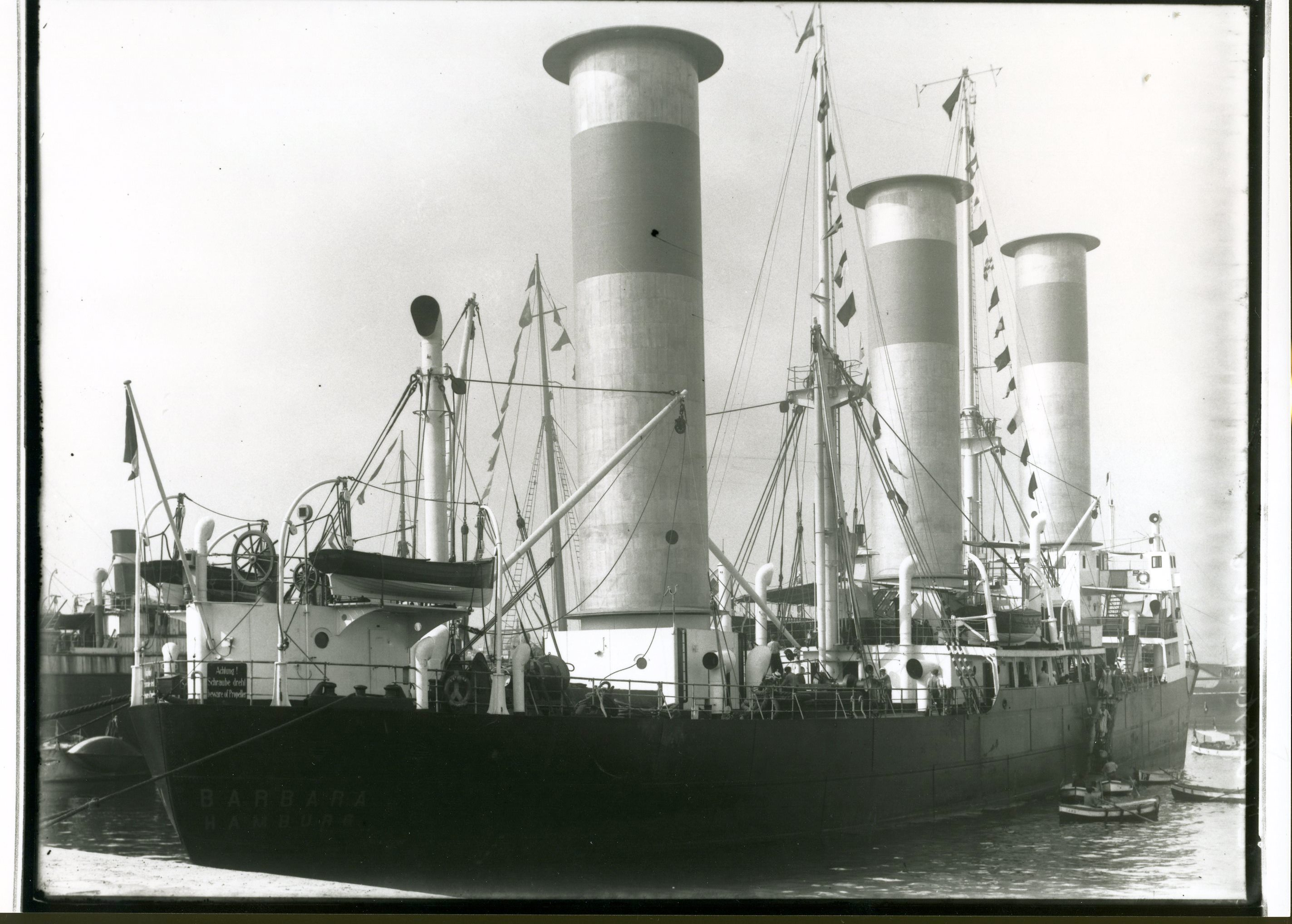
Barbara au port de Barcelone.

Les chantiers navals A.G. Weser de Brême construisirent pour l'armateur hambourgeois Rob. M. Sloman jr. le Barbara jaugeant 2077 tonneaux et le mirent en service le 28 juillet 1926. La marine commerciale du Reich équipa ce cargo de trois rotors Flettner pour assister le système de propulsion. Avec un vent de force 4 Beaufort, il atteignait 4 nœuds en remontant au vent, et même 9 vent en poupe. Malgré cela, le principe de la propulsion par rotors Flettner perdit vers 1930 la course à la rentabilité face à des navires à hélice ou à voiles classiques et dans le cadre du faible coût des carburants pétroliers[réf. nécessaire].

### LeE-Ship 1

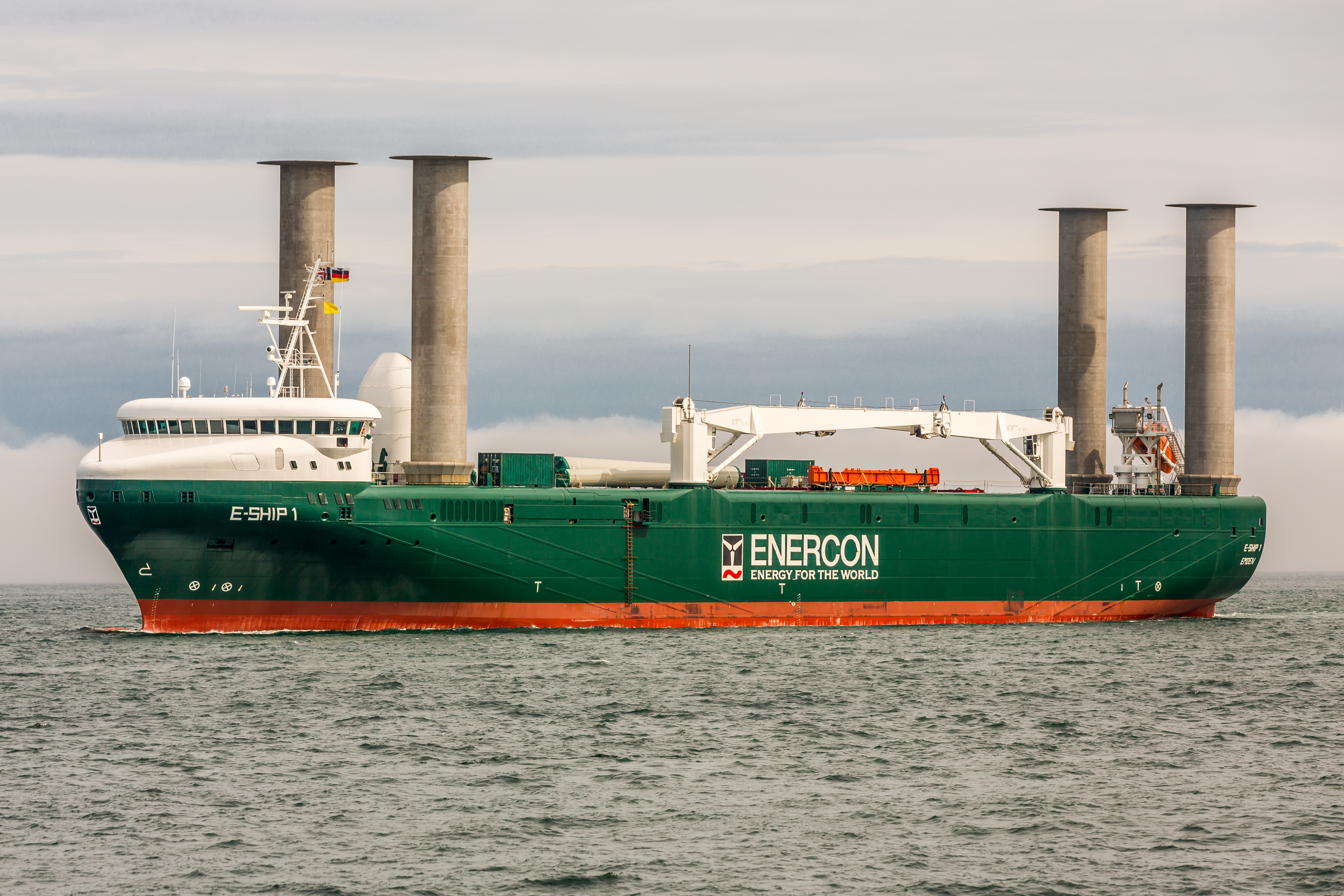
Le E-ship 1.

En 2006, la société de construction d'éoliennes Enercon commande aux chantiers navals Lindenau-Werft de Kiel un cargo de 130 m de long équipé, en plus de deux moteurs Diesel, de quatre rotors Flettner. Il a été mis à l'eau en août 2008, et mis en service en août 2010. Enercon estime l’économie d'énergie réalisée grâce aux quatre rotors à 30 à 45 %.

### LeHU PO

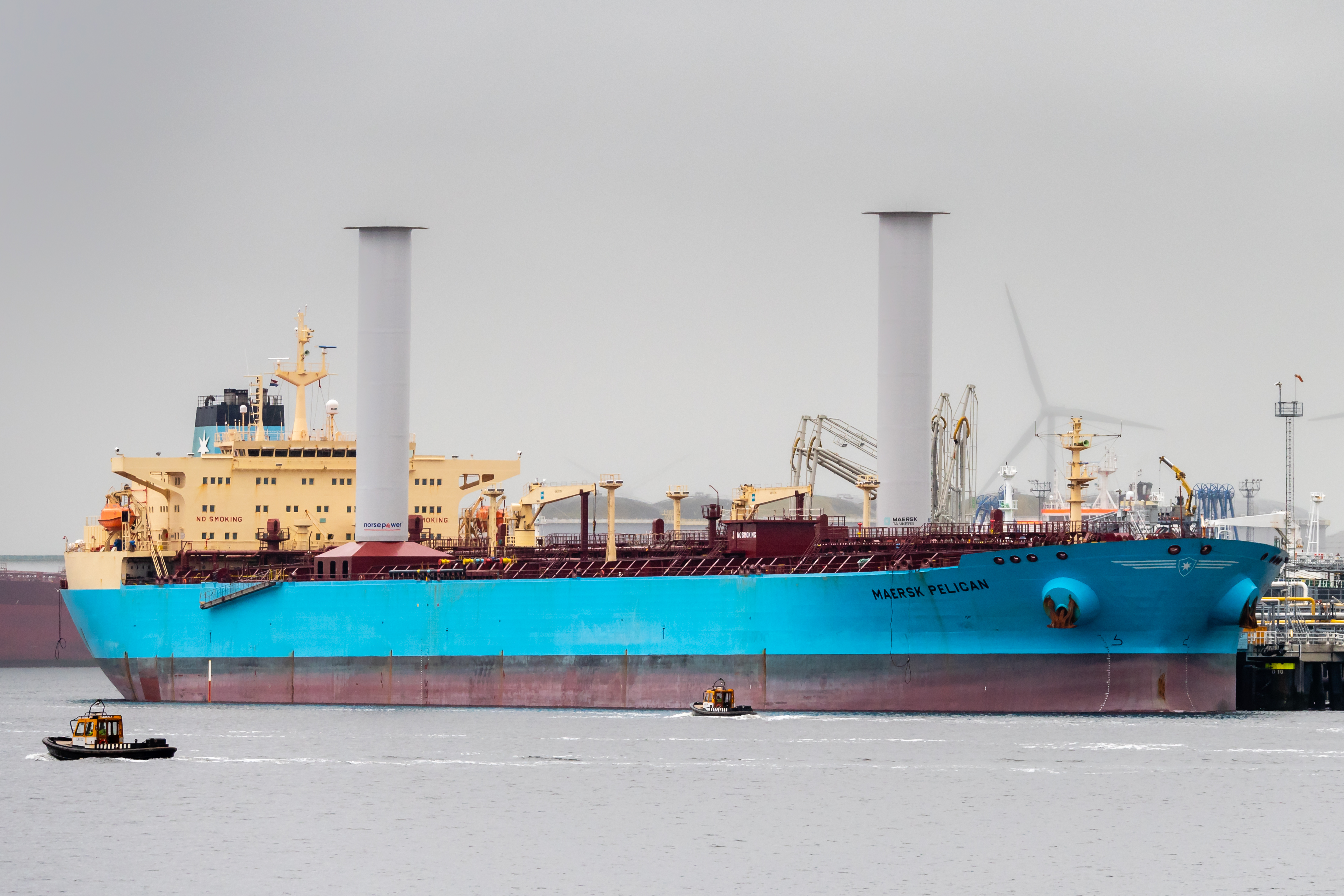
Le Maersk Pelican (IMO : 9319686) équipé de rotors Norsepower.

Le HU PO sous pavillon Panaméen depuis novembre 2024 (IMO : 9319686) (ex Maersk Pelican) est un navire pétrolier construit en 2008. Il a été équipé de deux mâts à effet Magnus en 2018. Cet équipement entraîne une diminution de 8,2 % de sa consommation de fioul.

### L'Alcyone

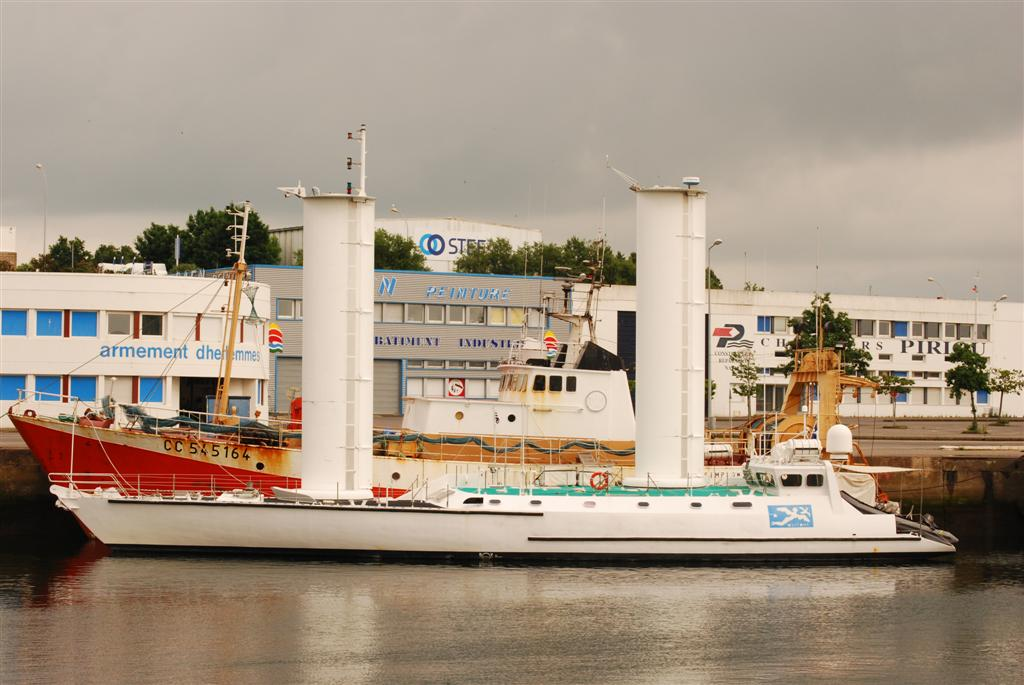
LAlcyone à Concarneau

Ce navire utilise deux turbovoiles non tournantes de section elliptique de 10,2 m de haut et 2,05 m de corde, ce qui crée une surface d'aile de 21 m2 par turbovoile. Chaque turbovoile doit être orientée en fonction du vent (comme une voile), mais l'extrados de chaque turbovoile (son côté sous le vent) comporte une fente à travers laquelle l'écoulement est aspiré par une turbine, ce qui recolle cet écoulement et augmente considérablement l'effet propulsif. Le fonctionnement de la turbovoile peut être associé à l'effet Magnus, mais il est plutôt comparable au fonctionnement d'une aile épaisse à extrados aspiré.

## Sustentation des aéronefs par l'effet Magnus

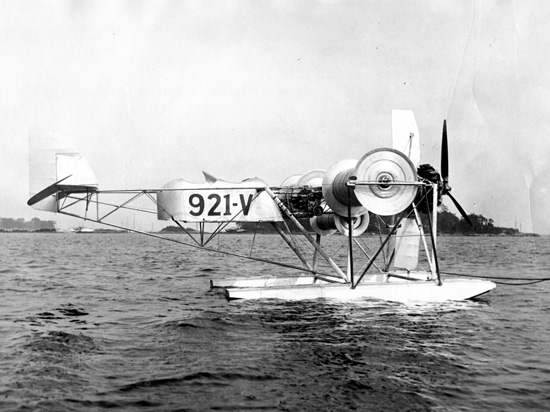
Avion vraie grandeur à rotors de Flettner.

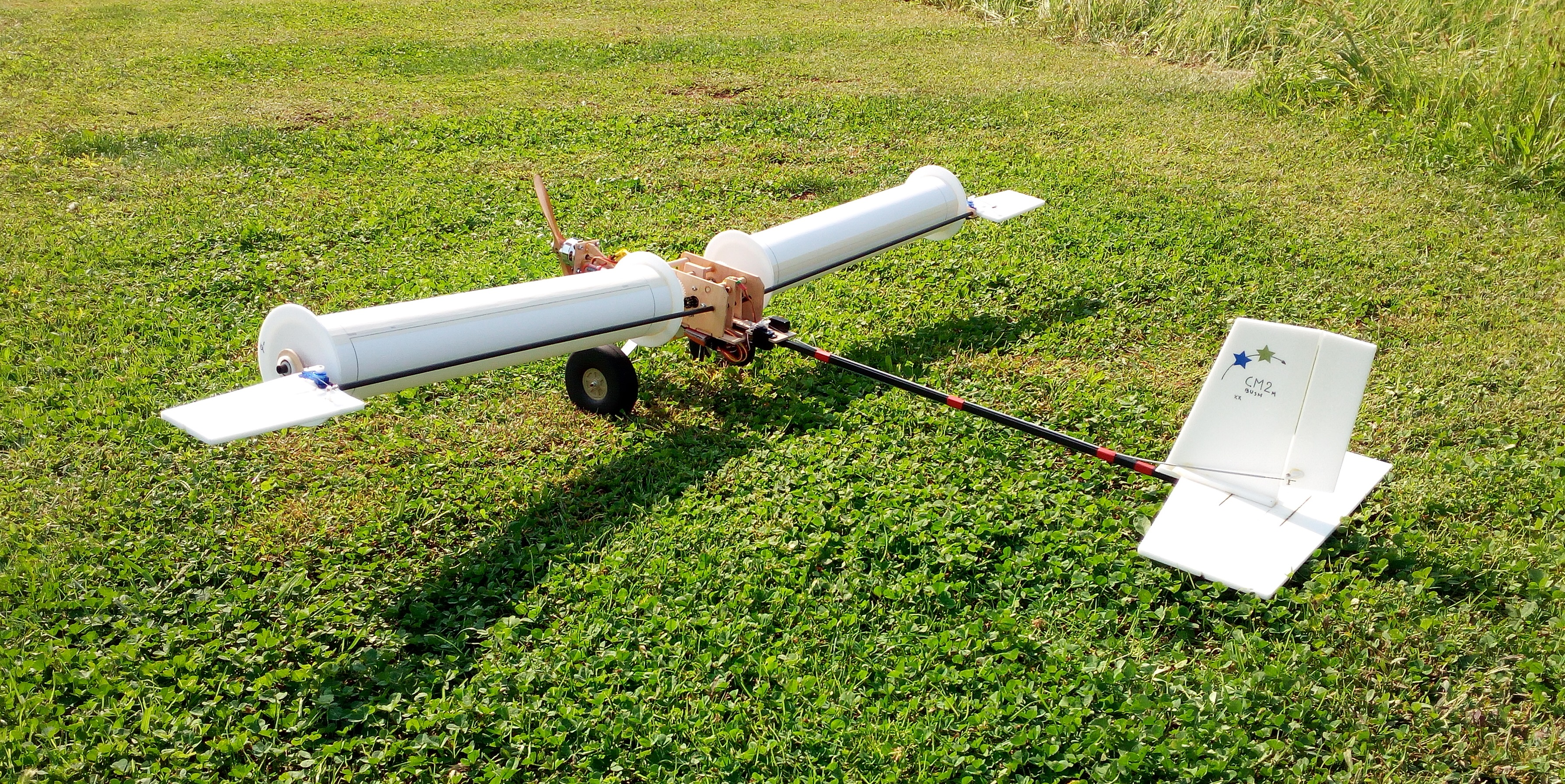
Modèle réduit utilisant l'effet Magnus.

L'effet Magnus qui est utilisé à la propulsion des navires peut être utilisé également pour la sustentation des aéronefs. S. F. Hoerner note cependant que la finesse de tels aéronefs est de l'ordre de 5, plus faible que celle d'avions à ailes classiques qui atteignent aisément une finesse de 15 à 20.